# フラテルニタス (小惑星)
フラテルニタス (309 Fraternitas) は小惑星帯にある典型的な小惑星の一つ。
1891年4月6日にウィーンでヨハン・パリサによって発見され、ラテン語で「友愛」を示す言葉から命名された。